# Église Santa Maria de Monteluce
L'église Santa Maria de Monteluce  (en italien : Chiesa di Santa Maria di Monteluce) est un édifice religieux datant du XIIe siècle et reconstruit au XVIe siècle. Elle est située Piazza Monteluce dans la ville de Pérouse, en Ombrie (Italie).

## Histoire
L'histoire de l'église est très ancienne. L'église Santa Maria de Monteluce fait partie d'un ancien monastère bénédictin érigé au XIIe siècle. L’édifice est de forme rectangulaire à nef unique et conserve encore aujourd'hui sa structure originale, mais l'intérieur a été profondément remanié. L'église actuelle remonte au Cinquecento.

## Description

### Extérieur
La façade de l'église est en pierre de couleur blanche et rose, et a été probablement érigée entre le Duecento et le Trecento. Sur le côté droit se trouve un campanile massif avec à ses pieds une élégante chapelle de style Renaissance.

### Intérieur
L’intérieur est de forme rectangulaire à nef unique avec trois niches par côté. La voûte actuelle cache l'ancienne structure à grands arcs gothiques. 

#### Œuvres
- Un grand cycle de fresques avec des Histoires de Jésus Christ et de Marie issues de l'Ancien et du Nouveau Testament recouvre les parois. Réalisées vers l'an 1607 leur style est l'expression du maniérisme pérugin.

Les œuvres sont de Giovanni Maria Bisconti, Matteuccio Salvucci, Giulio Romano, Giovan Francesco Penni et de Fiorenzo di Lorenzo. 
- Le maître-autel de style gothique en marbre rose
- Le tabernacle, en marbre, datant de la fin du Quattrocento est de Francesco di Simone Ferrucci.
- La sacristie conserve des fresques de l'école ombrienne du XIVe siècle.

## Sources
- Voir liens externes.